# تورستن ليبيناث
تورستن ليبيناث (بالألمانية: Thorsten Leibenath)‏ هو لاعب كرة سلة ألماني.

## روابط خارجية
- تورستن ليبيناث على موقع ريلجم (الإنجليزية)